# Вережень (Теленештський район)
Вережень (рум. Verejeni) — село у Теленештському районі Молдови. Утворює окрему комуну.

## Населення
За даними перепису населення 2004 року у селі проживали 2906 осіб.
Національний склад населення села:
| Національність       | Кількість осіб | Відсоток   |
| -------------------- | -------------- | ---------- |
| молдавани румуни     | 2845 39        | 97,9% 1,3% |
| росіяни              | 16             | 0,6%       |
| українці             | 3              | 0,1%       |
| гагаузи              | 1              | < 0,1%     |
| інша / без відповіді | 2              | 0,1%       |
| Всього               | 2906           | 100%       |

## Видатні уродженці
- Лія Табурчан — молдовська співачка.

## Пам'ятники
У 2021 році поставлено бюст румунського короля Фердинанда I. Автор молдавский скульптор В'ячеслав Жиглицький